# Zhao Qinggang
Zhao Qinggang (趙 慶剛T, 赵 庆刚S, Zhào QìnggāngP; 24 luglio 1985) è un giavellottista cinese, detentore del record nazionale della specialità.

## Palmarès
| Anno | Manifestazione             | Sede      | Evento                 | Risultato | Prestazione | Note                                     |
| ---- | -------------------------- | --------- | ---------------------- | --------- | ----------- | ---------------------------------------- |
| 2009 | Giochi dell'Asia orientale | Hong Kong | Lancio del giavellotto | Argento   | 79,62 m     |                                          |
| 2013 | Mondiali                   | Mosca     | Lancio del giavellotto | 22º (q)   | 77,61 m     |                                          |
| 2013 | Giochi dell'Asia orientale | Tianjin   | Lancio del giavellotto | Oro       | 82,97 m     |                                          |
| 2014 | Giochi asiatici            | Incheon   | Lancio del giavellotto | Oro       | 89,15 m     | Record asiatico                          |
| 2015 | Mondiali                   | Pechino   | Lancio del giavellotto | 17º (q)   | 79,47 m     | Miglior prestazione personale stagionale |
| 2019 | Mondiali                   | Doha      | Lancio del giavellotto | nm (q)    | nm (q)      |                                          |